# Wierch nad Zagonnym Żlebem
Wierch nad Zagonnym Żlebem lub Zagonny Wierch (2039 m n.p.m.) – szczyt w Tatrach Wysokich, położony w środkowej części grzbietu Wołoszyna, oddzielającego Dolinę Waksmundzką od Doliny Roztoki.
Od strony zachodniej ze szczytem graniczy Skrajny Wołoszyn, oddzielony płytką, nienazwaną przełęczą. Główny grzbiet Wołoszyna prowadzi dalej na północny wschód, poprzez przełęcz Karbik do Turni nad Dziadem. Na wschód od głównego wierzchołka Wierchu nad Zagonnym Żlebem, w Zagonnym Zworniku oddziela się grzbiet biegnący na południowy wschód, w którym za Wyżnim i Niżnim Siodłem znajdują się Turnia nad Szczotami i Roztocka Turniczka. Urwiste zbocze Turni nad Szczotami nosi nazwę Szczot i opada w stronę Wodogrzmotów Mickiewicza.
Od strony Doliny Roztoki pod przełęcz oddzielającą szczyt od Skrajnego Wołoszyna oraz sam wierzchołek podchodzą Gaisty Żleb oraz Szeroki Żleb Wołoszyński. Na wschód, pomiędzy Turnią nad Szczotami i Turnią nad Dziadem, opada Zagonny Żleb. Od strony północnej zbocza Wierchu nad Zagonnym Żlebem opadają do Waksmundzkiej Równicy.
Przez masyw Wołoszyna przeprowadzona została na początku XX wieku przez ks. Walentego Gadowskiego trasa Orlej Perci. Odcinek od Polany pod Wołoszynem do Krzyżnego od wielu lat jest jednak zamknięty, cały masyw Wołoszyna został natomiast objęty ścisłą ochroną i wyłączony z ruchu turystycznego i taternickiego. Odcinek od Polany pod Wołoszynem na Wierch pod Zagonnym Żlebem to tzw. Wyżnia Perć.
Nazwa szczytu pochodzi od Zagonnego Żlebu. Wielka encyklopedia tatrzańska jako nowszą nazwę podaje Zagonny Wierch.

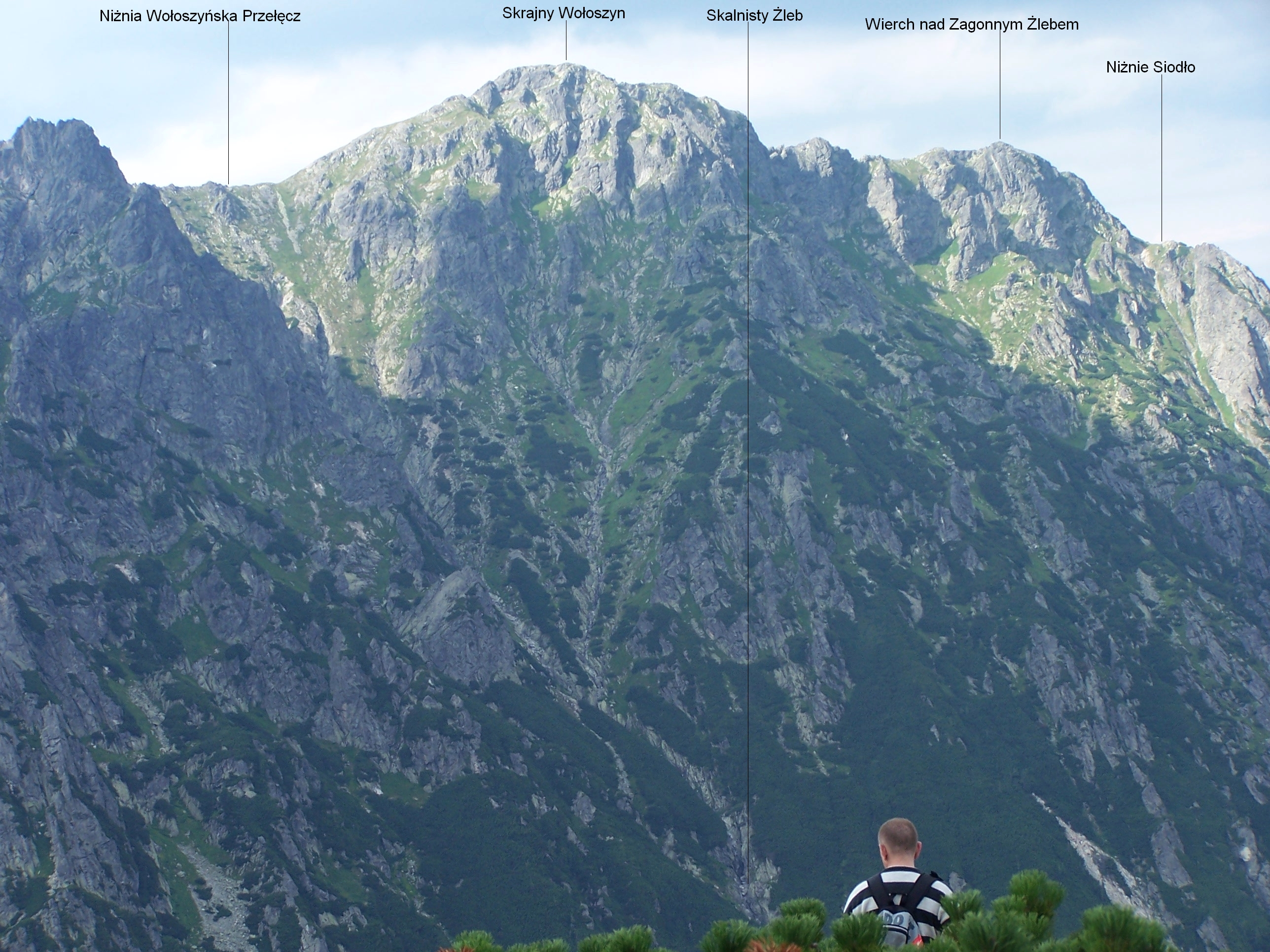
Widok ze Świstowej Czuby